# 海豚驅獵
海豚驅獵是一種狩獵海豚與部分小型鯨魚的手法，透過船將這些鯨豚驅趕至海灣中或是沙灘上，透過船隻或漁網來阻止鯨豚游回開放海域。許多地區如索羅門群島、法羅群島、秘魯和日本等地都有進行海豚驅獵的活動，狩獵這些鯨豚多半是為了牠們的鯨肉，或是將活體賣至鯨豚水族館展示。每年有上千頭鯨豚被捕，而時常遭國際團體抗議。

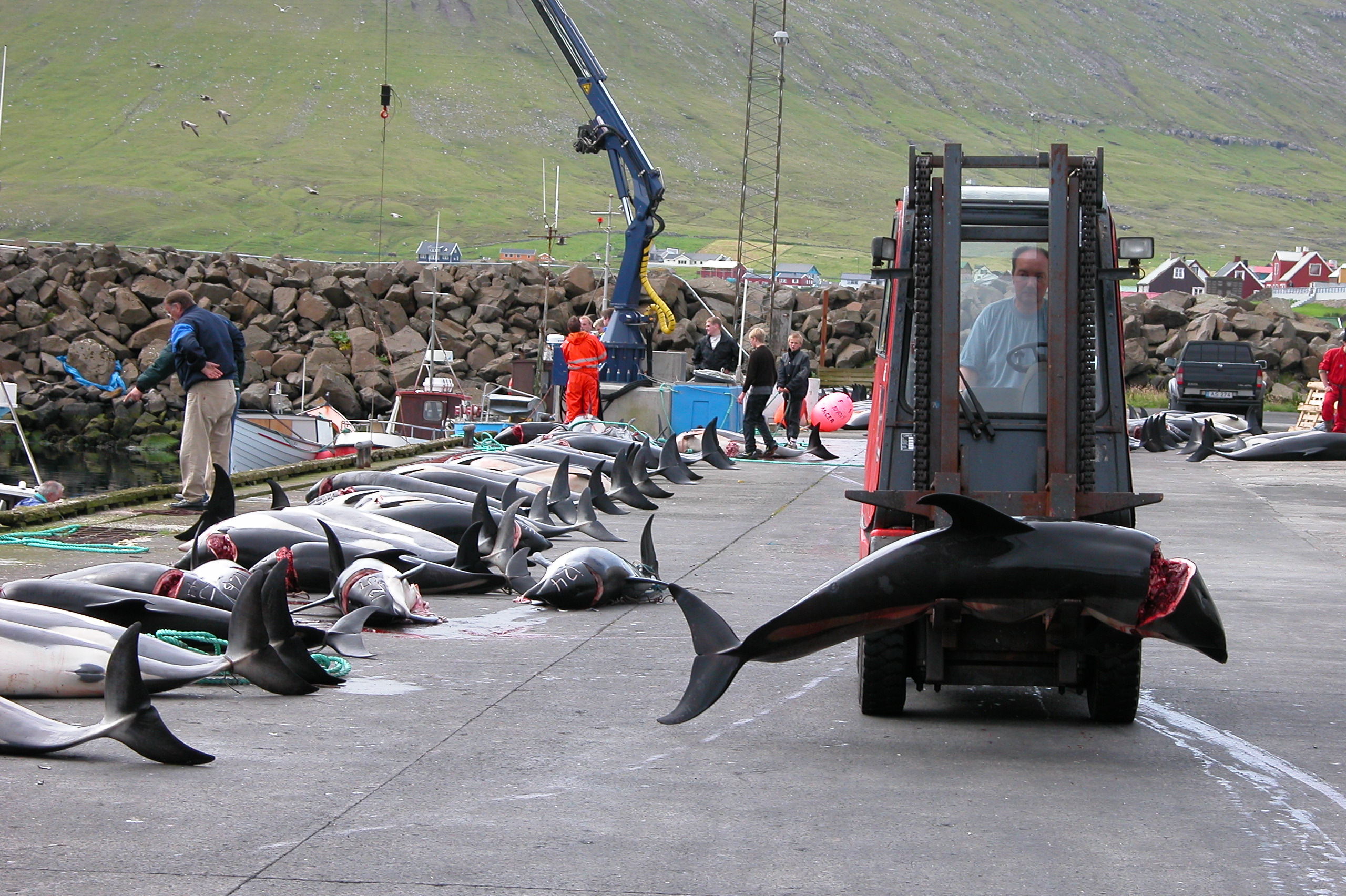
位於法羅群島最南端的苏德岛的克瓦尔巴村中，數頭大西洋斑紋海豚在海豚驅獵的狩獵活動中遭到捕捉，村民會使用堆高機來運送這些屍首。

## 各國情況

### 法羅群島

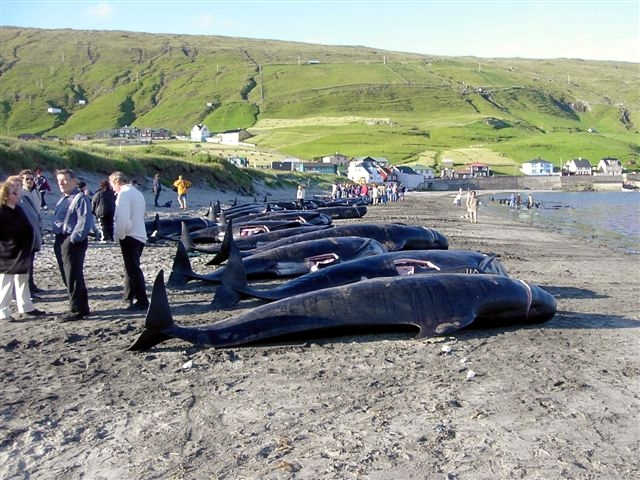
2002年8月11日，位於法羅群島最南端的苏德岛的克瓦尔巴村中，整排被宰殺的長肢領航鯨被放置在沙灘上。

法羅群島的捕鯨活動主要透過驅使長肢領航鯨擱淺並在沙灘上將之屠殺，這些活動打從諾曼人首次在這北大西洋群島殖民就已存在，因此可被視為是傳統固有捕鯨。捕鯨活動由法羅群島當地的政府監管，每年主要在夏季時會有約 800 頭長肢領航鯨與數頭大西洋斑紋海豚遭到宰殺，法羅群島捕鯨活動僅維持在社區層面而非商業性的，僅有熟練操作金屬魚刀的漁民才能夠參與。然後捕鯨起先並沒有此項限制，由於不斷受到動物保護團體的抗議，島上居民才會希望藉由提升屠宰技術可以使這項活動看起來比以前更加人道。因此在2015時頒布了新的法令，要求所有捕鯨者都必須事先參與課程，學習如何正確地使用金屬魚刀宰殺領航鯨。當捕鯨活動開始時，當地人與警方有權利將其他民眾驅離現場，之後獵人會開船在鯨群後面驅趕，驅使牠們前往海灣或是峽灣口。然而並不是所有海灣都適合捕鯨，因此只有部分海灣會有捕鯨活動發生。
許多法羅群島的居民將食用鯨魚肉視為是他們的生活文化，然而許多動物保護團體認為這項活動是很殘忍而非必要的。在2008年11月時，Høgni Debes Joensen（當時法羅群島上的首席醫療官）與　Pál Weihe（科學家）寫信建議法羅群島地方政府，因為領航鯨其肉與脂肪含有高劑量的水銀、多氯聯苯、滴滴涕殘留，不再屬於適合人類食用的食物，但是之後當地政府並未因此而禁止捕鯨活動。在2011年7月1日，法羅群島的農業食品獸醫局提出了食用領航鯨肉與脂肪的安全標準，此標準比起首席醫療官的提議寬鬆許多。該標準建議一個月最多僅有一餐可食用領航鯨的肉或脂肪，並且針對年輕女性、孕婦與哺乳期婦女有特別規範。 在 2002 至 2009 年期間，鯨肉中多氯聯苯的含量已經下降了75%、滴滴涕含量下降了70%而水銀含量也有下降。

### 冰島
在1950年代中期，冰島漁夫要求政府協助移除冰島海域中會破壞漁具的虎鯨。由於冰島當地漁業佔了勞動人口的20%，也因此漁具破壞會造成當地經濟一定程度的破壞。冰島政府因此求助於同為北大西洋公約組織的美國，美國海軍因而派出第18與第7巡邏中隊來完成任務。數百頭虎鯨最後遭到機槍、火箭與深水炸彈擊殺。
在1970年代晚期，儘管有1972年的海洋哺乳動物保護法與1976年的華盛頓虎鯨狩獵禁令，冰島當地仍繼續狩獵虎鯨並將捕捉到的活體送至世界各地的水族館作為娛樂用途，其中包括聖地牙哥海洋世界、香港海洋公園等地。
至今在冰島海域仍然有商業捕鯨活動存在，但已經逐漸改以賞鯨活動為主。

### 日本

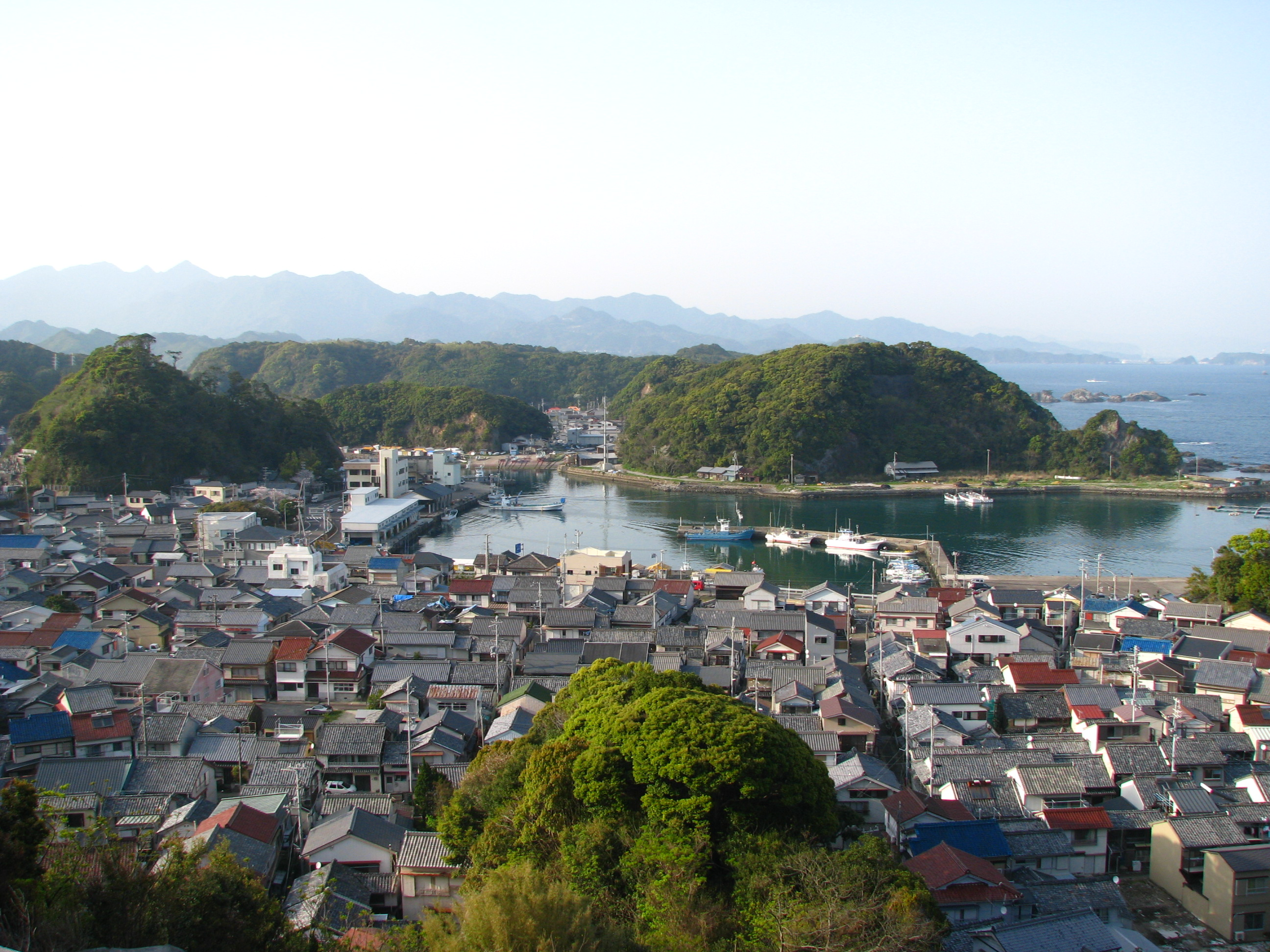
位於太地町的漁村

太地町是現今日本唯一會舉行大規模驅獵活動的地區，會透過驅獵的方式捕捉小型鯨豚並取得其鯨魚肉；現今這些被捕捉的鯨豚多半會將其轉賣至鯨豚水族館。在2009年，一部名為《血色海灣》的紀錄片揭示了太地町當地的捕鯨活動並引起了國際的重視。在2015年，世界動物園暨水族館協會將日本動物園暨水族館協會停權，因為該組織並沒有選擇積極阻止太地町發生的海豚屠殺行為。

### 基里巴斯
直到20世紀中期之前，基里巴斯都有海豚驅獵的狩獵活動發生。

### 祕魯
雖然祕魯法律禁止狩獵海豚或取食海豚肉，但每年依然有許多海豚遭到漁夫非法捕捉。為了捕捉這些海豚，漁夫會透過漁船和漁網將海豚團團包圍，並利用魚叉將海豚拖曳至船上並用棍棒敲打致死。被捕捉的海豚種類包括寬吻海豚以及暗色斑紋海豚。
根據2013年10月當地動物福利組織 Mundo Azul 的統計指出，每年約有 1,000 至 2,000 頭海豚遭到屠殺取肉，另有 5,000 至 15,000 頭海豚被殺掉作為鯊魚餌。所捕捉的鯊魚可取其肉販賣，或是取魚翅做成魚翅湯。

### 所羅門群島
所羅門群島中的馬萊塔島上一直都有狩獵海豚的習俗，主要是為了鯨魚肉與牙齒，也有一些活體會送至鯨豚水族館。在南馬萊塔島上也會狩獵海豚，但規模較小。在捕捉後，這些肉會平均分配給所有家庭。海豚的牙齒多會做成項鍊首飾或是當作貨幣使用。

### 臺灣
在臺灣的澎湖縣，直到1990年前仍然會透過驅獵的形式捕捉寬吻海豚與印太瓶鼻海豚，直到當地政府最後頒布了禁令。

### 美國

#### 新英格蘭
在1644年的紐約長島，殖民者會驅趕領航鯨之沙灘上並將之宰殺，或是直接處理那些意外擱淺的鯨魚。這些殖民者也會觀察當地原住民捕鯨的手法，並改良狩獵用的武器與漁船出海捕鯨。

#### 夏威夷
在過去的夏威夷，當地漁夫偶爾會將海豚驅趕至海上並屠殺之。不過海豚肉和其他數種食物在當地古老的傳統文化中是禁止女性食用的。現今在夏威夷已無海豚驅獵的活動。

#### 德克薩斯州
在19世紀晚期至20世紀早期的德克薩斯州墨西哥灣，當地會透過魚叉和火器進行娛樂性的狩獵。在1920年代，聖體市可以訂到享受海豚狩獵娛樂的巡航行程，如果旅客沒有成功殺到海豚則他們該趟旅程就不必收費。在第二次世界大戰後由於動物福利保護意識的覺醒，該項活動已經被廢止。

#### 華盛頓
在1960至1970年代，人們會在普吉特海灣透過驅獵的方式捕捉虎鯨，由水族館的擁有者與企業家 Edward "Ted" Griffin 與 Don Goldsberry 主使，這些虎鯨在捕捉後多半作為娛樂用途。儘管在1972年頒布了海洋哺乳動物保護法，一直到1976年華盛頓政府要求釋放囚養在巴德河的虎鯨並宣布全面禁捕後，才停止了驅獵虎鯨的活動。

## 參看
- 動物福利
- 捕鯨

## 外部連結
- 「血色海灣」再現，獵豚經濟轉變引發關注[]
- 日「血色海灣」擬打造鯨魚牧場 （页面存档备份，存于）
- 美大使批日本獵捕海豚不人道 日本：不違法，希望外界理解 （页面存档备份，存于）
- 日本妥協 水族館禁買血色海灣海豚 （页面存档备份，存于）
- 殺鯨染紅大海遭批野蠻 法羅群島回擊動保團體 （页面存档备份，存于）
- 捕鯨血染大海惹議 法羅群島居民堅持傳統 （页面存档备份，存于）

汞汙染
- 鯨豚動物－海洋環境汞污染的紀錄器 （页面存档备份，存于）